# Miniprionus
Miniprionus is een kevergeslacht uit de familie van de boktorren (Cerambycidae). De wetenschappelijke naam van het geslacht werd voor het eerst geldig gepubliceerd in 2000 door Danilevsky.

## Soorten
Miniprionus is monotypisch en omvat slechts de volgende soort:
- Miniprionus pavlovskii (Semenov, 1935)